# سواها: انگشت ششم
سواها: انگشت ششم (انگلیسی: Svaha: The Sixth Finger؛‏ کره‌ای: 사바하) فیلم معمایی دلهره‌آور محصول سال ۲۰۱۹ کره جنوبی به کارگردانی جانگ جه هیون و با بازی لی جونگ جه، پارک جونگ مین، لی جه این، جونگ چین یونگ، جین سون کیو و لی دیوید است. این فیلم در هفتهٔ نخست انتشار خود به جایگاه اول باکس آفیس رسید و در پنج روز نخست خود به فروش ۸۴۰٬۰۰۰ و تعداد تماشاگران ۱٫۱۸ میلیون نفر دست یافت. این فیلم رازی را به تصویر می‌کشد که یک فرقهٔ بودایی را درگیر می‌کند و به‌طور کلی سوالاتی دربارهٔ ایمان مطرح می‌کند.